# NIO Formula E Team
Het ERT Formula E Team, voorheen het NIO Formula E Team, China Racing Formula E Team en het NEXTEV TCR Formula E Team, is een Brits autosportteam dat deelneemt aan de Formule E. Het team is opgericht door Steven Lu en Yu Liu. Het team nam vroeger ook deel aan de A1GP, de Superleague Formula en de FIA GT1.

## Geschiedenis
Het team doet vanaf het seizoen 2014-2015, het eerste seizoen van de Formule E, mee aan het kampioenschap. In het eerste seizoen heeft het Ho-Pin Tung en Nelson Piquet jr. als coureurs. Antonio García is de reservecoureur van het team. Campos Racing runt de auto's van het team. Piquet werd uiteindelijk de eerste Formule E-kampioen met twee overwinningen tijdens het seizoen.
In het seizoen 2015-2016 kwam het team uit met een eigen aandrijflijn onder de naam NextEV, wat tegelijk gebeurde met de naamswijziging van het team naar NEXTEV TCR Formula E Team. Piquet bleef voor het team rijden, maar Oliver Turvey, die ook al de laatste twee races van het voorgaande seizoen voor het team reed, werd zijn nieuwe vaste teamgenoot. Ten opzichte van het voorgaande seizoen verliep het tweede jaar dramatisch voor NextEV, zij eindigden slechts sporadisch in de top 10 en eindigden op de laatste plaats in het constructeurskampioenschap.
In het seizoen 2016-2017 bleven Piquet en Turvey rijden voor het team, dat opnieuw de naam veranderde naar NEXTEV NIO. Het derde seizoen verliep beter voor het team, beide coureurs behaalden ieder een pole position en het team werd zesde in de eindstand.
In het seizoen 2017-2018 vertrok Piquet naar het team van Jaguar en werd hij vervangen door Luca Filippi. Turvey bleef aan bij het team, dat inmiddels was overgestapt van een Chinese naar een Britse licentie en onder de naam NIO Formula E Team deelnam. Turvey behaalde in Mexico-Stad de eerste podiumfinish van het team sinds het kampioenschapsseizoen met een tweede plaats achter Daniel Abt. Vanwege teleurstellende resultaten van Filippi zakte het team echter naar de achtste plaats in het constructeurskampioenschap.
In het seizoen 2018-2019 verliet Filippi het team en werd hij vervangen door Tom Dillmann.